# Petra Köpping

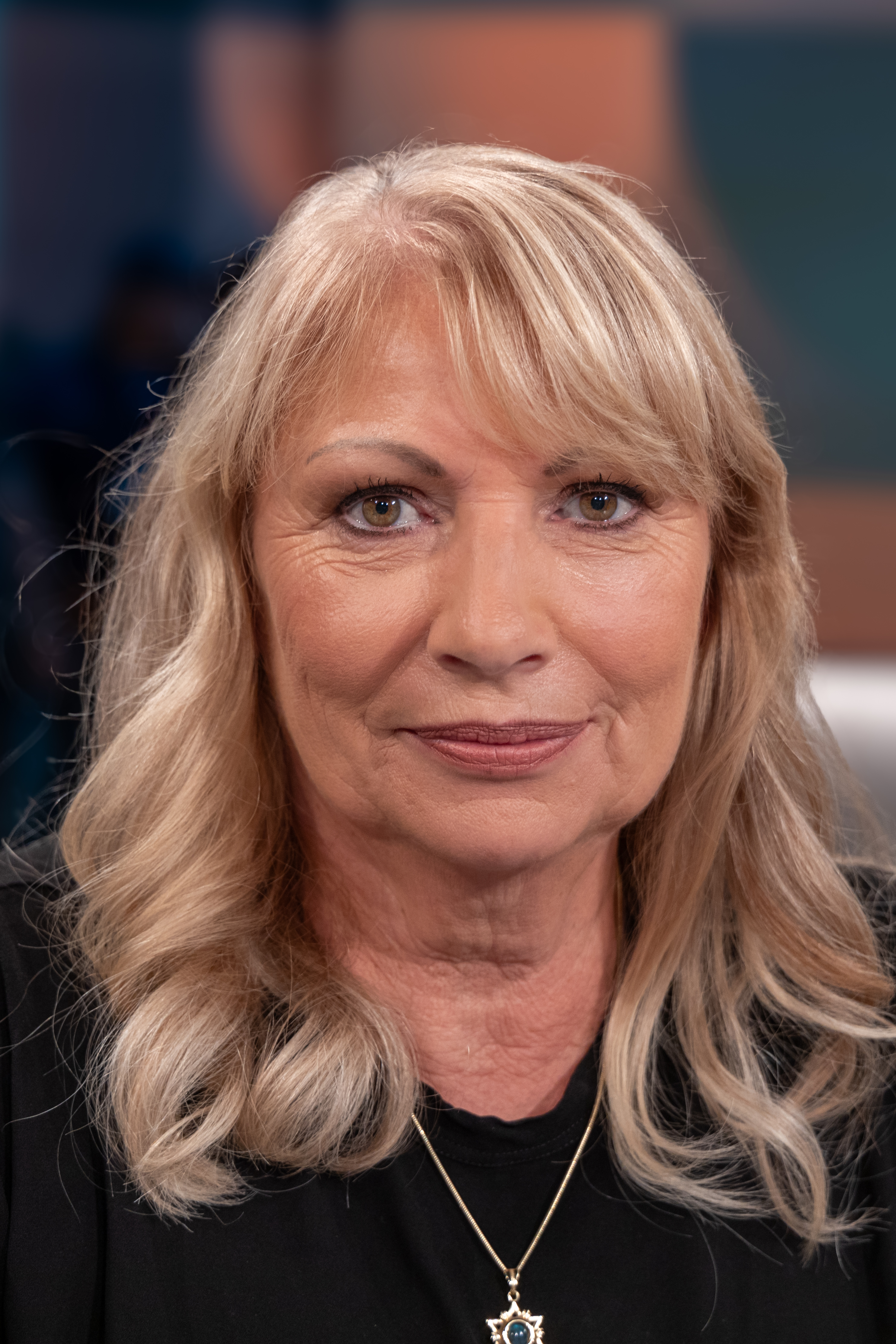
Petra Köpping (2024)

Viola Petra Köpping (* 12. Juni 1958 in Nordhausen, DDR) ist eine deutsche Politikerin (SPD). Sie ist seit 2019 Sächsische Staatsministerin für Soziales, Gesundheit und Gesellschaftlichen Zusammenhalt in den Kabinetten Kretschmer II und Kretschmer III, seit 2024 ist sie zusätzlich stellvertretende Ministerpräsidentin. Sie war von 2009 bis 2019 und ist erneut seit 2024 Mitglied des Sächsischen Landtags. Von 2014 bis 2019 war sie Sächsische Staatsministerin für Gleichstellung und Integration.

## Leben
Köpping wuchs nahe Naunhof bei Leipzig auf. Nachdem sie im Jahr 1977 ihr Abitur an der Erweiterten Oberschule „Ernst Schneller“ in Grimma abgelegt hatte, wurde sie stellvertretende Bürgermeisterin der Gemeinde Großsteinberg. Anschließend war sie in den Jahren 1979 bis 1987 Mitarbeiterin beim Rat des Kreises Grimma und begann im Jahr 1980 an der Deutschen Akademie für Staats- und Rechtswissenschaft ein Fernstudium der Staats- und Rechtswissenschaften, das sie im Jahr 1985 als Diplom-Staatsrechtswissenschaftlerin abschloss. In den Jahren 1987 bis 1988 war sie Mitarbeiterin beim Rat der Stadt Leipzig und von 1989 bis 1990 Bürgermeisterin der Gemeinde Großpösna. Nach der Wende war sie von 1990 bis 1994 Außendienstmitarbeiterin der Deutschen Angestellten-Krankenkasse, um anschließend ein zweites Mal in Großpösna das Bürgermeisteramt zu bekleiden, das sie innehatte, bis sie 2001 zur Landrätin des Landkreises Leipziger Land gewählt wurde. In den Jahren 2008 bis 2009 arbeitete sie als Beraterin der Sächsischen Aufbaubank.
Köpping lebt in Grimma-Höfgen. Sie ist verheiratet und hat aus einer früheren Ehe drei Kinder.

## Politik
Köpping war von 1986 bis zum Juni 1989 Mitglied der SED. Im August 2002 trat sie in die SPD ein. Sie war von 2006 bis 2016 stellvertretende Vorsitzende der SPD Sachsen. Seit Juni 2025 ist Köpping eine der fünf stellvertretenden Bundesvorsitzenden der SPD.
Im Jahr 1994 wurde sie ein zweites Mal zur Bürgermeisterin von Großpösna gewählt. Dieses Amt hatte sie bis zum Jahr 2001 inne, als sie zur Landrätin des Landkreises Leipziger Land gewählt wurde. Bei der Wahl des Landrats des im Rahmen der Sächsischen Kreisreform 2008 als Fusion des bisherigen Landkreises Leipziger Land und des Muldentalkreises neugebildeten Landkreises Leipzig unterlag sie in der Stichwahl vom 22. Juni 2008 ihrem CDU-Konkurrenten und bisherigen Amtskollegen Gerhard Gey.
Bei der Landtagswahl 2009 zog sie über Platz 4 der Landesliste in den Sächsischen Landtag ein und war Mitglied im Ausschuss für Wirtschaft, Arbeit und Verkehr sowie im Innenausschuss.
Am 13. November 2014 wurde Köpping vom damaligen Ministerpräsidenten Stanislaw Tillich zur ersten Sächsischen Staatsministerin für Gleichstellung und Integration in der sächsischen Landesregierung ernannt. Sie leitete den Geschäftsbereich Gleichstellung und Integration im Staatsministerium für Soziales und Verbraucherschutz mit den Themenbereichen Gleichstellung, Integration von Zuwanderern und Demokratieförderung.
In ihrer Rede zum Politischen Reformationstag am 31. Oktober 2016 in Leipzig, in deren Zentrum die Nachwendezeit stand, stellte Köpping fest, dass die Treuhand nach Liquidation der „desolaten DDR-Industrie“ eine „entwurzelte Arbeiterschaft“ hinterlassen hatte, der keine Trauerarbeit gegönnt wurde. Die „basisdemokratische Sternstunde“ der runden Tische sei ignoriert worden und der „Stachel der Demütigung im Fleisch vieler Ostdeutschen“ sitze tief – nicht nur bei Wendeverlierern. Die Gefühle und Erlebnisse von Kränkung, Demütigung und Wut aus jener Zeit müssten ehrlich aufgearbeitet werden. Weder dürfe das Misstrauen gegen die Demokratie weiter geschürt, noch Menschen gegeneinander ausgespielt werden. Entschieden und ausdrücklich lehnte deshalb Köpping Rassismus und Fremdenhass ab.
Auch in ihrem im Jahr 2018 erschienenen Buch Integriert doch erst mal uns argumentiert sie in diesem Sinne und fordert, zu reparieren, „was irgend möglich ist“, beispielsweise Ungerechtigkeiten bei Löhnen und Renten. Ferner regte Köpping die Bildung einer bundesdeutschen Kommission zur Aufarbeitung der frühen Nachwendezeit an.
Im August 2019 gab sie ihre Kandidatur als SPD-Vorsitzende im Duo mit ihrem Parteikollegen Boris Pistorius bekannt. Beim 1. Wahlgang erhielt das Duo 14,61 % der Stimmen, womit es aus dem Rennen um den Parteivorsitz ausschied.
Bei der Landtagswahl 2019 zog sie über Platz 2 der Landesliste erneut in den Sächsischen Landtag ein. Nach ihrer Ernennung zur Sozialministerin erklärte sie den Verzicht auf ihr Mandat. Für sie rückte Simone Lang nach.
Im Zuge der COVID-19-Pandemie kündigte das von Petra Köpping geleitete Sächsische Ministerium für Soziales im Frühjahr 2020 die Verwahrung von sogenannten „Quarantäne-Verweigerern“ in Psychiatrien an und bereitete die Zwangseinweisung in insgesamt vier psychiatrischen Anstalten vor. Der entsprechende Erlass wurde kurze Zeit später von Ministerpräsident Kretschmer unter Verweis auf „falsche Sorgen bei den Menschen“ zurückgezogen.
Im Mai 2021 legte Köpping ihr Mandat im Kreistag des Landkreises Leipzig nieder, was sie mit der hohen Arbeitsbelastung als Ministerin begründete.
Am 3. Dezember 2021 kam es zu einem Fackelaufzug vor ihrem privaten Wohnhaus. Nachdem sich auch die rechtsextreme Partei AfD von der Aktion distanzierte, versuchten Mitglieder besagter Partei am 26. Januar 2022 ebenfalls vor Köppings Anwesen zu demonstrieren. Dies wurde von Polizeikräften unterbunden.
Im August 2023 wurde ein Prüfbericht des Landesrechnungshofs öffentlich, der diverse Mängel in Köppings Sozialministerium zeigte. Dabei wurden schwerwiegende Mängel im Bereich der Förderung von Vereinen zur Integration und Demokratieförderung offengelegt und von korruptionsgefährdeten Strukturen berichtet. Der Landesrechnungshof kritisierte, dass es enge personelle Verflechtungen mit geförderten Vereinen gab, darüber hinaus wurde die SPD nahe Arbeiterwohlfahrt gefördert, dabei gab es dem Bericht zufolge nur unzureichende Prüfungen der Notwendigkeit und Angemessenheit.
Am 25. September 2023 wurde Köpping nach einstimmiger Nominierung durch den Landesvorstand als Spitzenkandidatin für die sächsische SPD zur Landtagswahl in Sachsen 2024 vorgestellt. Beim Landesparteitag der SPD Sachsen am 25. November 2023 in Neukieritzsch wurde Köpping mit 97 Prozent der Delegiertenstimmen offiziell als Spitzenkandidatin gewählt. Die Landeswahlkonferenz in Frankenberg/Sachsen wählte Köpping mit 96 Prozent der Delegiertenstimmen auf Platz 1 der sächsischen Landesliste und bestätigte sie damit in ihrer Spitzenkandidatur.
Zur Landtagswahl am 1. September 2024 trat Köpping im Wahlkreis Leipzig Land 2 (Wahlkreis 22) an. Nach vorläufigem Endergebnis erreichte sie dabei mit einem Direktstimmenanteil von 15,5 Prozent den dritten Platz nach CDU und AfD; der Listenstimmenanteil für die SPD im Wahlkreis beträgt 9,8 Prozent. Über die Landesliste zog Köpping erneut in den Sächsischen Landtag ein.
Am 19. Dezember 2024 wurde Petra Köpping von Ministerpräsident Michael Kretschmer erneut in das sächsische Kabinett berufen. Sie führt weiterhin das Amt der Staatsministerin für Soziales, Gesundheit und Gesellschaftlichen Zusammenarbeit und ist zusätzlich stellvertretende Ministerpräsidentin.
Im März 2025 gehört Petra Köpping zu den Teilnehmern an den Koalitionsverhandlungen zwischen CDU/CSU und SPD 2025.

## Publikationen

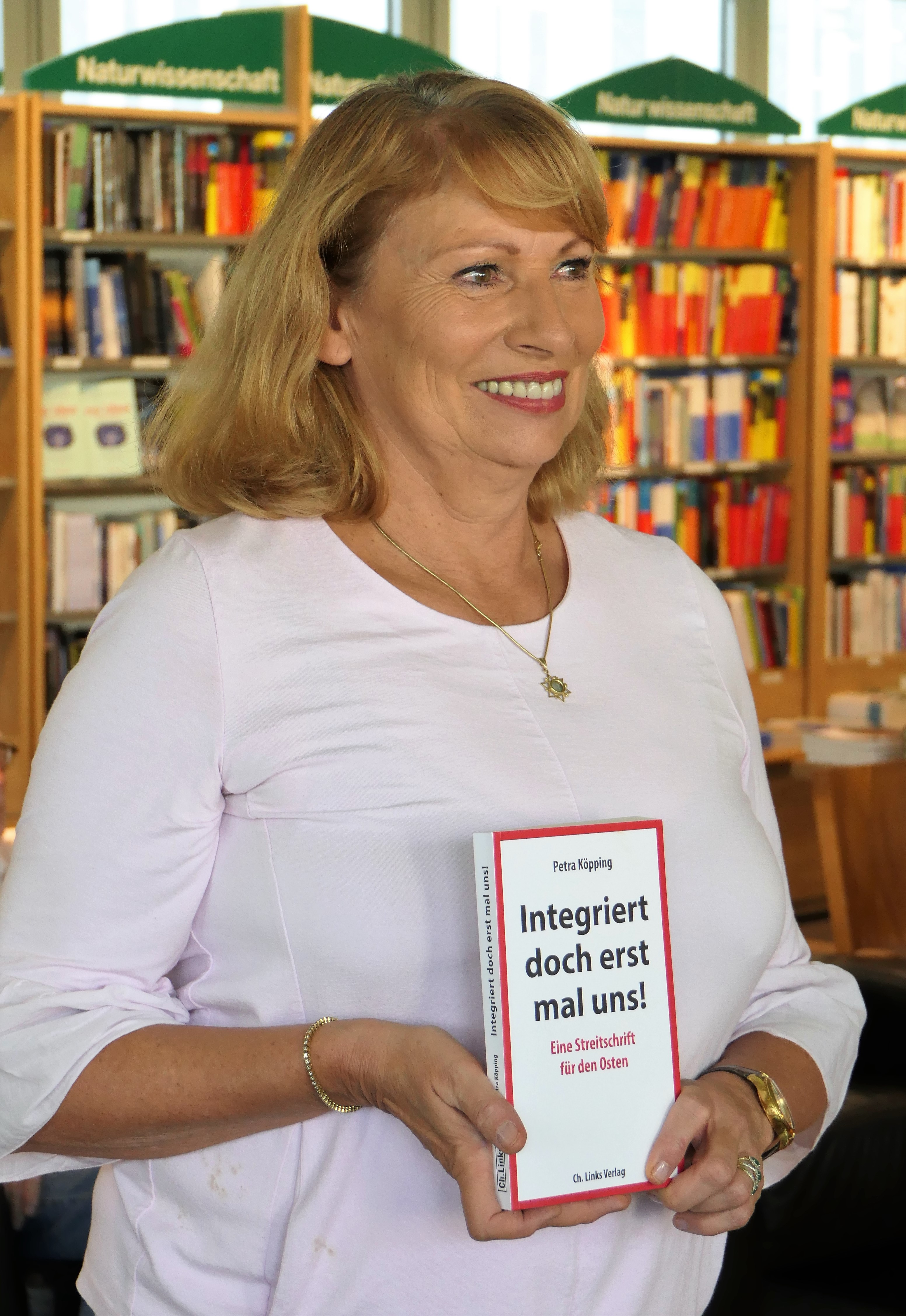
Petra Köpping bei der Vorstellung ihrer „Streitschrift für den Osten“ (2018)

- Petra Köpping: Integriert doch erst mal uns! Eine Streitschrift für den Osten. Ch. Links Verlag, Berlin 2018, ISBN 978-3-96289-009-4.